# Cherie Lunghi
| Cherie Lunghi                             | Cherie Lunghi                             |
| Kattints az alábbi külső linkek egyikére! | Kattints az alábbi külső linkek egyikére! |
| ----------------------------------------- | ----------------------------------------- |
| Nem található szabad kép.(?)              |                                           |
| külső link · jogvédett                    | 2013-as portréja a Contactmusic-on        |

Cherie Mary Lunghi (Nottingham, 1952. április 4. –) angol színházi, televíziós és filmszínésznő. Magyarországon legismertebb alakítása Ginevra (Guinever) királyné volt, John Boorman 1981-es Excalibur c. fantasy-filmjében. Emellett Nagy-Britanniában az 1990-es „The Manageress” c. televíziós sorozat címszereplőjeként is lelkesednek érte. Az 1990-es években ő volt a Kenco kávémárka sikeres reklámarca. 2008-ban kiválóan szerepelt a brit BBC televízió „Strictly Come Dancing” c. táncversenyes műsor-sorozatában is. Több játékfilmben, számos televíziós filmsorozatban kapott kisebb-nagyobb szerepeket. A brit színpadokon is nevet szerzett emlékezetes Shakespeare-alakításaival. Egyetlen leánya, Nathalie Lunghi szintén színésznő.

## Életpályája

### Származása, tanulmányai
Cherie Lunghi az East Midlands-i Nottingham városában született 1952. április 4-én, olasz apától és angol anyától. Még gyermek volt, amikor apja, Alessandro Lunghi elhagyta családját és hazatért Olaszországba. Cherie-t anyja és nagynénjei nevelték fel, Nyugat-Londonban.
Kijárta a londoni előadóművész-képző középiskolát (Arts Educational School).
Még iskolába járt, amikor a BBC rádiószínháztól megkapta első (rádiós) szerepeit: Hedviget játszotta Ibsen Vadkacsa c. színművében, és Alice szerepét Lewis Carroll Alice Csodaországban c. mesejátékában. A cambridge-i Homerton College-ban szerzett diplomát az 1970-es évek közepén, majd elvégezte a londoni Központi Színművészeti Főiskolát (Central School of Speech and Drama, CSSD).
A CSSD főiskolán töltött évei alatt 1975-ben feleségül ment egy évfolyamtársához, a dél-afrikai Ralph Lawsonhoz. Névházasság volt, hogy Lawson letelepedési engedélyt kaphasson az Egyesült Királyságban. Amikor ez megtörtént, a házasfelek szétváltak.

Cherie Lunghi Guinevra szerepében az Excaliburban, Nigel Terryvel (1981)

### Színésznői pályája
Az 1970-es évek végén Cherie beállt a Royal Shakespeare Company (RSC) társulatába. Jelentős színpadi szerepeket kapott, játszotta Perditát a Téli regében, Cordeliát a Lear királyban és Violát a Vízkereszt, vagy amit akartokban.
1980-ban, 28 évesen otthagyta a Shakespeare Társaságot, hogy a filmezésben próbáljon szerencsét. Apróbb szerepecskék után 1981-ben megkapta Ginevra (Guinevere) királyné szerepét John Boorman Excalibur c. kalandfilmjében. Ez a szerep meghozta a világhírnevet, és későbbi filmes alakításai közül is valószínűleg ez marad a legismertebb, legemlékezetesebb.
Roland Jofféval folytatott viszonyából 1986-ban leánya született, Nathalie Lunghi. Joffé hamarosan elhagyta őket, ezután Cherie Lunghi szinte minden megbízást elvállalt, még zenés videoclipekben is szerepelt, így pl. az angol Level 42 énekegyüttes Something About You c. videoclipjében ő is feltűnik.
Az 1980-as évek második felében néhány évre Los Angeles-be költözött, de hazatért, hogy édesanyját segíthesse. Címszerepet kapott az 1989–90-ben sugárzott The Manageress című televíziós filmsorozatban, mint Gabriella Benson, egy labdarúgóklub női menedzsere, Warren Clarke és Tom Georgeson oldalán. Itteni sikere nyomán 1995-ben az FHM magazin „A világ 100 legszexisebb asszonya” sorában őt sorolta a 92. helyre. Hosszú és változatos játékfilmes és televíziós munkái mellett a brit nézők számára emlékezetes maradt Cherie Lunghi vonzó és kellemes feltűnése a Kenco kávémárka hosszú időn át rendszeresen sugárzott reklámfilmjeiben, az 1990-es évek végétől több éven keresztül. 2001-ben Joan Plowright emlékezetes alakítást nyújtott a Back to the Secret Garden c. játékfilmben, Lady Mary Craven iskolaigazgató szerepében.
2006-ban a brit televízió több sikeres sorozatában szerepelt, így a Casualty 1906-ban, és az erre épülő többi Casualty 1907, Casualty 1909 stb. sorozatokban, ugyanebben a szerepben. Az 1986–2007 között sugárzott, Casualty sorozat első részeiben már Camille Windsor professzor-asszonyt alakította, egy ifjabb orvos-szereplő anyját. Érett asszonyként is megőrizte női vonzerejét. Színházi tapasztalatai segítették, hogy sokféle szereplőtípust és viselkedést meggyőző módon jelenítsen meg, az előkelően finom visszafogottságtól a viharos érzelmek drámai kitöréséig.

### A sikeres versenytáncosnő
2008-ban Cherie Lunghi versenybe szállt a BBC TV-által szervezett Strictly Come Dancing táncversenyes show-műsornak – a Dancing with the Stars nemzetközi show eredeti brit előfutárának – 6. évadában, partnere James Jordan hivatásos táncos volt (a műsorban a művészeti és társadalmi közélet híres személyiségei hivatásos táncos partnerrel adtak elő versenytáncokat). Cherie Lunghi remek részeredményeket ért el foxtrott, rumba, pasodoble, salsa és keringő versenyszámokban, a legjobbak közé került, és csak a végső döntőben, 2008. november 16-án maradt alul Lisa Snowdon fotómodellel szemben, a zsüri többségi döntése alapján.

## Játékfilm-szerepei
- 1980: Diversion
- 1981: Excalibur, rend. John Boorman, (Guinevere királyné)
- 1985: Dávid király (King David) (Mikhál királyné)
- 1985: Lying Still
- 1986: A misszió (The Mission) (Carlotta)
- 1986: Letters to an Unknown Lover (Helene)
- 1988: Intrigue (Adriana)
- 1988: Megölni egy papot (To Kill a Priest) (Halina)
- 1990: Ransom, (Claire Stein)
- 1993: Néma sikoly (Silent Cries / Guests of the Emperor) (Audrey)
- 1994: Frankenstein, (Victor anyja)
- 1995: Jack és Sarah (Jack and Sarah) (Anna)
- 1997: An Alan Smithee Film: Burn Hollywood Burn (Myrna Smithee)
- 2001: Back to the Secret Garden (Lady Mary Craven)
- 2004: Viper in the Fist (Vipère au poing) (Miss Chilton)
- 2018: Patrick − Ebbel szebb az élet (Patrick); Rosemary

## Televíziós szerepei
- 1973: The Brontes of Haworth (egyetemi hallgatóleány)
- 1976: Bill Brand (Alex Ferguson)
- 1978: Edward és Mrs. Simpson (Edward & Mrs. Simpson), tévésorozat; A kis herceg epizód; (Lady Thelma Furness)[18]
- 1978: Kean (Anna Danby)
- 1979: A régensherceg (Prince Regent), tévésorozat; (Charlotte hercegnő)
- 1980: If Winter Comes (Cheppy (Csöppi)/Ilona)
- 1980: Kár, hogy kurva (′Tis Pity She′s a Whore) (Annabella)
- 1981: Klondike-i mesék (Tales of the Klondike), tévé-minisorozat; (Edith Nelson)
- 1982: Twist Olivér, TV-film (Nancy)
- 1982: Meghökkentő mesék IV, tévésorozat (Karen Masterson)
- 1982: Ájtatos manó (Praying Mantis); (Beatrice Manceau)
- 1983: A négyek jele (The Sign of Four) (Mary Morstan), Ian Richardsonnal
- 1984: Strangers and Brothers (Margaret Davidson/Eliot)[19]
- 1984: Sok hűhó semmiért, a BBC Shakespeare-sorozata (Beatrice)
- 1984: Ellis Island (Una Marbury)
- 1985: Something About You, a Level 42 együttes zenés klipje
- 1986: The Monocled Mutineer (Dorothy)
- 1986: Hárem (Harem) (Usta)
- 1987: The Lady’s Not for Burning (Jennet Jourdemayne)
- 1987: Coast to Coast (Susan)
- 1988: A férfi, aki a Ritzben lakott (The Man Who Lived at the Ritz), (Lily Globuska)
- 1989: The Manageress (Gabriella Benson)
- 1990: The Ruth Rendell Mysteries: Put on by Cunning (Dinah Sternhold)
- 1991: A Strauss-dinasztia tévésorozat (Jetti)
- 1992: Chesterfield lovagjai (Covington Cross); tévésorozat; (Lady Elizabeth)
- 1993: A Question of Guilt (Helen West)
- 1995: The Buccaneers (Laura Testvalley)
- 1996: Strangers, kanadai sorozat, 1 rész (Joan)
- 1996: Moloney, televíziós show-műsor (Dr. Sarah Bateman)
- 1996: A canterville-i kísértet (Lucille Otis)
- 1998: Little White Lies (Julia)
- 1999: Copperfield Dávid (Mrs Steerforth)
- 1999: Hornblower kapitány tévésorozat, A hercegnő és az ördög (Wharfedale hercegnő)
- 2000: A Likeness In Stone (Merie Kirschman)
- 2001: EastEnders tévésorozat (Jan Sherwood)
- 2002: The Seasons Alter (Titania)
- 2002: The Inspector Lynley Mysteries: For the Sake of Elena (Sarah Gordon)
- 2003: Kisvárosi gyilkosságok (Midsomer Murders), VII/1. Csontvázak/Zöld manó c. epizód (Lillian Webster)
- 2005: Miss Marple – Gyilkosság meghirdetve (Sadie Swettenham)
- 2006: Királyi kórház (Casualty 1906) (Eva Luckes főnővér)
- 2006: Dalziel and Pascoe, BBC tv-sorozat (Kay Miclean)
- 2007: Hotel Babylon (Mrs. Poldark)
- 2007–2008: Baleseti sebészet (Casualty), tévésorozat (Camille Windsor)
- 2008: Királyi kórház (Casualty 1907) (Eva Luckes főnővér)
- 2008: A Touch of Frost – Dead End c. rész (Annie Marsh nyomozó őrmester)
- 2008: Strictly Come Dancing, táncverseny–show (önmaga)
- 2009: Casualty 1909 (Eva Luckes főnővér)
- 2007–2011: Egy call-girl titkos naplója (Secret Diary of a Call Girl) tévésorozat (Stephanie)[20]
- 2011: Lewis – Az oxfordi nyomozó (Lewis) tévésorozat (Grace Orde)
- 2011: A szerelem konyhája (Love’s Kitchen) tévésorozat (Margaret)
- 2013: Halál a paradicsomban (Death in Paradise); tévésorozat (Jayne Smythe)
- 2014: Holby Városi Kórház (Holby City), tévésorozat (Kathy David)
- 2015: Kihantolt bűnök (Unforgotten) tévésorozat (Shirley Cross)
- 2016: Kisvárosi gyilkosságok (Midsomer Murders), XVIII/4. Haldokló művészet c. epizód (Alexandra Monkford )